# Cumignano sul Naviglio
Cumignano sul Naviglio (Cümignà in dialetto soresinese) è un comune italiano di 397 abitanti della provincia di Cremona in Lombardia.

## Storia

### Simboli
Lo stemma e il gonfalone del comune sono stati concessi con decreto del presidente della Repubblica del 19 marzo 2014.
Il gonfalone è un drappo di bianco con la bordatura di rosso.

## Monumenti e luoghi d'interesse
- Chiesa di San Giorgio Martire, costruita tra il 1948 e il 1953

## Società

### Evoluzione demografica
Abitanti censiti

### Etnie e minoranze straniere
Al 31 dicembre 2020 i cittadini stranieri residenti sono 41.

## Infrastrutture e trasporti

### Strade
Il territorio è attraversato da due strade provinciali:
- La CR SP 25 Cumignano sul Naviglio-Bordolano
- La CR SP 45 Trigolo-Ticengo

## Amministrazione
Elenco dei sindaci dal 1985 ad oggi.
| Periodo | Periodo   | Primo cittadino           | Partito              | Carica  | Note |
| ------- | --------- | ------------------------- | -------------------- | ------- | ---- |
| 1985    | 1990      | Bruno Mainardi            | Democrazia Cristiana | sindaco |      |
| 1990    | 1995      | Carla Ettorina Pattonieri | Democrazia Cristiana | sindaco |      |
| 1995    | 1999      | Vittore Locatelli         | centro               | sindaco |      |
| 1999    | 2004      | Vittore Locatelli         | centro               | sindaco |      |
| 2004    | 2009      | Battista Bosio            | lista civica         | sindaco |      |
| 2009    | 2014      | Battista Bosio            | lista civica         | sindaco |      |
| 2014    | 2019      | Aldo Assandri             | lista civica         | sindaco |      |
| 2019    | 2024      | Aldo Assandri             | lista civica         | sindaco |      |
| 2024    | in carica | Aldo Assandri             | lista civica         | sindaco |      |

## Galleria d'immagini

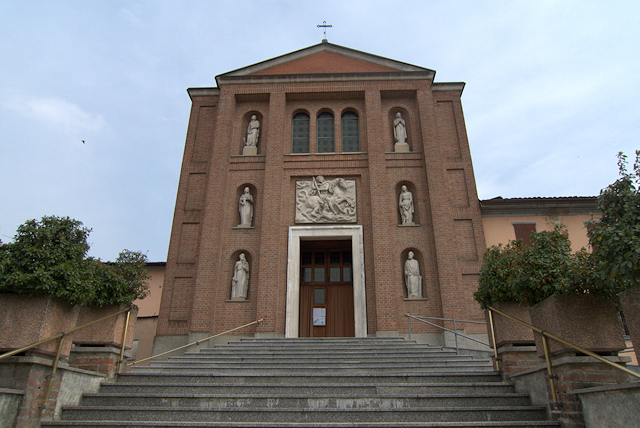
La chiesa parrocchiale di San Giorgio Martire
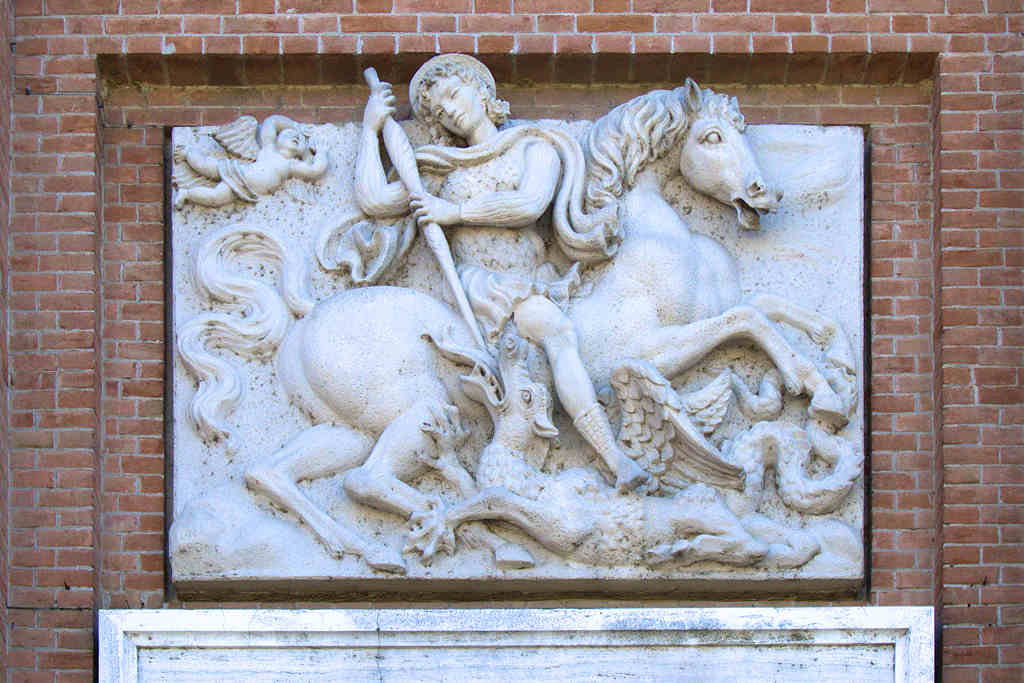
San Giorgio che uccide il drago, opera di Leone Lodi